# Boana jimenezi
Boana jimenezi é uma espécie de anfíbio anuro da família Hylidae. Está presente na Venezuela. A UICN classificou-a como pouco preocupante.